# Polnische Badminton-Mannschaftsmeisterschaft 2007
Die Polnische Badminton-Mannschaftsmeisterschaft der Saison 2006/2007 gewann das Team von SKB Litpol-Malow Suwałki. Es war die 34. Austragung der Titelkämpfe.

## Endstand
| Platz | Mannschaft               |
| ----- | ------------------------ |
| 1.    | SKB Litpol-Malow Suwałki |
| 2.    | Technik Głubczyce        |
| 3.    | AZS UWM Olsztyn          |
| 4.    | Piast Słupsk             |
| 5.    | AZS AGH Kraków           |
| 6.    | OŚAZS Kielce             |
| 7.    | Hubal Białystok          |
| 8.    | UKS 15 Kędzierzyn-Koźle  |
| 9.    | Tramp Orneta             |
| 10.   | Stal Nowa Dęba           |
| 11.   | Masovia Płock            |
| 12.   | RKB Rzeszów              |